# Get Down and Get with It
„Get Down and Get With It” – singel angielskiego zespołu glam metalowego Slade, który ukazał się także na albumie Sladest. Został napisany przez Bobbyego Marchana. Wydany w 1971 roku zadebiutował na 16 pozycji w Wielkiej Brytanii i spędził na liście 14 tygodni. Było to pierwsze notowanie Slade na listach przebojów w ich karierze. Ich kolejny singel – Coz I Luv You osiągnął miejsce pierwsze. Piosenka Get Down and Get With It stała się bardzo popularna na koncertach zespołu i jest wykonywana na żywo przez całą ich karierę zarówno w oryginalnym składzie, jak i po jego modyfikacjach. Utwór ten został oryginalnie nagrany przez Little Richarda dla Okeh Sessions.
Singel ten został wydany dwa razy w 1971 roku. Pierwszy raz 21 maja. Jako autorzy zostali podani wtedy Hill, Holder, Lea, Powell & Penniman. Gdy błąd został spostrzeżony utwór ten wydano ponownie jako Get Down With It (tym razem jako autor został podany Bobby Marchan) 8 czerwca, jednak tym razem nie zdołał dotrzeć do Top 20.
W 2001 utwór ten został wykorzystany przez BSJ & Fun K w piosence Everybody Everywhere.

## Lista utworów
7" Single
1. „Get Down and Get With It” – 4:12
2. „Do You Want Me” – 4:30
3. „Gospel According To Rasputin” – 4:23

7" Single (wersja alternatywna)
1. „Get Down and Get With It” – 4:12
2. „Gospel According To Rasputin” – 4:23

7" Single (wersja francuska)
1. „Get Down and Get With It” – 4:12
2. „Know Who You Are” – 2:50

## Notowania na listach przebojów
| Notowanie (1971)              | Najwyższa pozycja |
| ----------------------------- | ----------------- |
| belgijska lista przebojów     | 24                |
| holenderska lista przebojów   | 4                 |
| niemiecka lista przebojów     | 34                |
| nowozelandzka lista przebojów | 21                |
| brytyjska lista przebojów     | 16                |

## Skład
- Noddy Holder – wokal, gitara rytmiczna
- Jim Lea – gitara basowa, fortepian, wokal wspierający
- Dave Hill – gitara prowadząca, wokal wspierający
- Don Powell – perkusja